# میکل ژورگیزار
میکل ژورگیزار آلبونیگا (زاده ۱۳ نوامبر ۲۰۰۳) فوتبالیست حرفه‌ای اسپانیایی است که در پست هافبک برای اتلتیک بیلبائو بازی می کند